# Bonsol
Bonsol (a voltes escrit Bon Sol i també anomenat el Bonsol) ['bɔn'sɔl] és una urbanització del poble de Monnars, al municipi de Tarragona. L'any 2022 comptava amb 55 habitants. Se situa entre les urbanitzacions de Llevantina i Florimar, separat del nucli històric de Monnars per la partida de los Prats. S'estén al voltant del carrer principal, que duu el nom de la urbanització.